# Ann Turkel
Ann Kathryn Turkel (16 de julio de 1946) es una actriz y exmodelo estadounidense. Turkel estudió actuación en el Musical Theatre Academy.

## Vida y carrera
Turkel nació en Nueva York, dentro de una familia judía. Fue fotografiada para la Vogue estadounidense a finales de los 60s. Patrick Lichfield la capturó en imágenes en Inglaterra, Las Bahamas y Cerdeña a principios de los 70s, y las incluyó en su libro de 1981, The Most Beautiful Women.
Tras una pequeña aparición en Paper Lion (1968), su primer gran papel fue en la película de 1974, 99 and 44/100% Dead protagonizada por el que sería su futuro marido Richard Harris, y actuaron juntos en The Cassandra Crossing (1976), Golden Rendezvous (1977) y Ravagers (1979). Se divorciaron en 1982. Siguieron siendo buenos amigos.
Hizo de Modesty Bleise en la película de 1982 del mismo nombre.
Otros de sus papeles en el cine son Portrait of a Hitman (1979), junto a Jack Palance, y las películas de terror, Humanoids from the Deep (1980), Deep Space (1988) y The Fear (1995). Hizo el papel de la agente de modelaje e inmortal Kristen en "Chivalry," un episodio de la cuarta temporada de  Highlander.

## Filmografía
| Año  | Título                  | Papel              |
| ---- | ----------------------- | ------------------ |
| 1968 | Paper Lion              | Susan              |
| 1974 | 99 and 44/100% Dead     | Buffy              |
| 1976 | The Cassandra Crossing  | Susan              |
| 1977 | Golden Rendezvous       | Susan Beresford    |
| 1979 | Ravagers                | Faina              |
| 1979 | Portrait of a Hitman    | Cathey             |
| 1980 | Humanoids from the Deep | Dr. Susan Drake    |
| 1988 | Deep Space              | Carla Sandbourn    |
| 1995 | The Fear                | Leslie             |
| 1997 | Touch Me                | Linda              |
| 2006 | A-List                  | Estrella en un bar |
| 2006 | Deja Vu                 | Técnico            |

## Televisión
| Año             | Título                                          | Papel                                      | Notas                                                                           |
| --------------- | ----------------------------------------------- | ------------------------------------------ | ------------------------------------------------------------------------------- |
| 1975            | Matt Helm                                       | Maggie Gantry                              | Episodio "Piloto"                                                               |
| 1978            | Greatest Heroes of the Bible                    | Delilah                                    | Miniserie "Samson & Delilah"                                                    |
| 1981            | Death Ray 2000                                  | Sabina Dorffman                            | Película de televisión                                                          |
| 1982            | Modesty Blaise                                  | Modesty Blaise                             | Película de televisión                                                          |
| 1982            | The Fall Guy                                    | Shawna Ives / Kitty Ives                   | episodio "The Ives Have It"                                                     |
| 1982, 1983      | La isla de la fantasía                          | Rowena Haversham, Leila Proctor            | 2 episodios                                                                     |
| 1983            | Matt Houston                                    | Maureen Flanders                           | episodio "Here's Another Fine Mess"                                             |
| 1983            | The Love Boat                                   | Stacy Banks                                | episodio "Vicki's Dilemma/Discount Romance/ Looser & Still Champ"               |
| 1983-1984, 1985 | Knight Rider                                    | Adrienne Margeaux/St. Clair, Bianca Morgan | 3 episodios                                                                     |
| 1984            | Masquerade                                      | Innombrado                                 | episodio "Caribbean Holiday"                                                    |
| 1984            | The New Mike Hammer                             | Gail Storrs-Rainey                         | episodio "Catfight"                                                             |
| 1985            | Riptide                                         | Denise McKean                              | episodio "Baxter and Boz"                                                       |
| 1985            | Street Hawk                                     | Melanie Ryan / Katherine Reese             | episodio "Female of the Species"                                                |
| 1985            | Hollywood Beat                                  | Lita                                       | Episodii "Piloto"                                                               |
| 1986            | Night Court                                     | Judge Eve Gardner                          | episodio "Contempt of Courting"                                                 |
| 1986            | Scarecrow and Mrs. King                         | Pam Jentry                                 | episodio "Three Little Spies"                                                   |
| 1986            | Murder, She Wrote                               | Barbara Bennington                         | episodio "Stage Struck"                                                         |
| 1987            | Worlds Beyond                                   | Helen Scott                                | episodio "Captain Randolph"                                                     |
| 1991            | White Hot: The Mysterious Murder of Thelma Todd | Gloria Swanson                             | Película de televisión (No acreditado)                                          |
| 1991            | Silk Stalkings                                  | Roxanne Dockweiler aka Roxy The Doxy       | Episodio "Piloto"                                                               |
| 1991            | Chance of a Lifetime                            | Tippi van Norden                           | Película de televisión                                                          |
| 1992            | Down the Shore                                  | unnamed                                    | episodio "Waiting for Aldo"                                                     |
| 1994            | RoboCop: The Series                             | Louise                                     | episodio "Money Can't Buy"                                                      |
| 1995            | Highlander                                      | Kristin                                    | episodio "Chivalry"                                                             |
| 1998            | The Hunger                                      | Woman                                      | episodio "A River of Night's Dreaming"                                          |
| 1999            | Beyond Belief: Fact or Fiction                  | Mrs. Richerds                              | Serie antóloga episodio "E-Mail II/Blood Donor/Epitaph/Stiches in Time/Soldier" |